# Усолье (Владимирская область)
Усолье — село в Камешковском районе Владимирской области России, входит в состав Брызгаловского муниципального образования.

## География
Село расположено на берегу реки Уводь в 6 км на север от центра поселения посёлка Имени Карла Маркса и в 16 км на северо-восток от райцентра Камешково.

## История
В XVII и XVIII столетиях село было вотчиной Суздальского Покровского женского монастыря. В окладных патриаршего казённого приказа книгах 1628 года в селе значилась церковь в честь преподобного Сергия Радонежского Чудотворца. В 1708 году была построена новая деревянная церковь во имя преподобного Сергия Радонежского. В 1808 году на средства прихожан в селе была сооружена каменная двухэтажная церковь и освящена в честь Казанской иконы Божьей Матери. Приход состоял из села и деревень: Объедово, Назарово, Брызгалово, Абросимово, Леждени и сельца Дудорово. В селе имелась церковно-приходская школа.
В конце XIX — начале XX века село входило в состав Малышевской волости Ковровского уезда. В 1859 году в селе числилось 66 дворов, в 1905 году — 77 дворов.
С 1929 года село входило в состав Брызгаловского сельсовета Ковровского района, с 1940 года — в составе Камешковского района.

## Население
| 1859 | 1905 | 1926 | 2002 | 2010 | 2021 |
| ---- | ---- | ---- | ---- | ---- | ---- |
| 451  | ↗475 | ↗539 | ↘68  | ↘51  | ↗149 |

## Достопримечательности
В селе находится церковь Казанской иконы Божией Матери (1808).